# Multivariate Verfahren
Mit Hilfe von multivariaten Verfahren (auch multivariate Analysemethoden) werden in der multivariaten Statistik mehrere statistische Variablen oder Zufallsvariablen zugleich untersucht. Beispielsweise können für Fahrzeuge die Variablen Anzahl der Sitze, Gewicht, Länge usw. erhoben werden. In der univariaten Analyse hingegen wird jede Variable einzeln analysiert.
Zusammenhangs- bzw. Abhängigkeitsstrukturen zwischen den Variablen, z. B. größere Anzahl von Sitzen bedingt ein größeres Gewicht, können nur mit einer multivariaten, nicht aber mit einer univariaten Analyse erkannt werden.

## Gliederung
Multivariate Verfahren wollen im Wesentlichen die in einem Datensatz enthaltene Zahl der Variablen und/oder Beobachtungen reduzieren, ohne die darin enthaltene Information wesentlich einzuschränken. Dazu wird die (Zusammenhangs-)Struktur der Daten analysiert. Entweder gibt man eine Struktur vor und prüft, ob die Daten mit der vorgegebenen Struktur zusammenpassen (Strukturprüfende Verfahren: Teil der induktiven Statistik), oder man versucht, die Struktur aus den Daten zu extrahieren (Strukturentdeckende Verfahren: Teil der explorativen Statistik).
Die klassischen Verfahren sind durchweg lineare Modelle, die besondere Anforderungen an die verwendeten Daten stellen. So sollten die Daten ausreißerfrei und nicht asymmetrisch verteilt sein. Weichen die Daten von der geforderten Struktur ab, behilft man sich beispielsweise, indem man vorhandene Ausreißer entfernt oder die Daten einer nichtlinearen Transformation, etwa dem Logarithmieren, unterzieht.
Es existieren alternative Methoden, die iterativ gewonnene Lösungen ermöglichen. Häufig verwendete Kriterien für optimale Lösungen sind
- Abstände zwischen Punkten in einem mehrdimensionalen Raum. Erwähnenswert ist hier vor allem der Mahalanobis-Abstand.
- Varianzen, die minimiert bzw. maximiert werden. Die Varianz dient in der Informationstheorie als Maß für den Informationsgehalt von Daten.

Die manuelle Berechnung multivariater Verfahren ist meist sehr aufwändig. Daher erfuhren diese Methoden erst mit der Entwicklung der EDV ihren Aufschwung.
Die Ergebnisse erlauben häufig keine Rückschlüsse auf zugrundeliegende Daten. Beispielsweise können bei Ergebnissen nur wenige Angaben über zugrundeliegende Wahrscheinlichkeitsverteilungen gemacht werden.

### Strukturentdeckende Verfahren
Strukturentdeckende Verfahren sind z. B.
- die Faktorenanalyse, Hauptkomponentenanalyse und die Korrespondenzanalyse zur Reduktion vieler Variablen auf wenige latente Konstrukte,
- die Clusteranalyse zur Reduktion vieler Beobachtungen auf wenige Gruppen von Beobachtungen und
- die Multidimensionale Skalierung zur Berechnung niedrigdimensionaler Konfigurationen aus Distanzen oder (Un-)Ähnlichkeiten zwischen Beobachtungen.

### Strukturprüfende Verfahren
| Beispiele für Strukturprüfende Verfahren | Beispiele für Strukturprüfende Verfahren    | Beispiele für Strukturprüfende Verfahren   |
| Skalenniveau der                         | unabhängige Variablen                       | unabhängige Variablen                      |
| abhängige Variable                       | Metrisch                                    | Kategoriell                                |
| ---------------------------------------- | ------------------------------------------- | ------------------------------------------ |
| Metrisch                                 | Multiple lineare Regression                 | Varianzanalyse, Dummy-Variablen-Regression |
| Kategoriell                              | Diskriminanzanalyse, Logistische Regression | Log-lineares Modell                        |

Im Rahmen der Regressionsanalyse für eine abhängige Variable und mehrere unabhängige Variablen werden verallgemeinerte lineare Modelle eingesetzt, um den Skalenniveaus der abhängigen und unabhängigen Variablen Rechnung zu tragen. Dazu gehören z. B. die multiple lineare Regression, die Logistische Regression (Logit-Modell) und die Log-linearen Modelle usw.
Weitere Strukturprüfende Verfahren sind
- die Varianzanalyse, die eigentlich Mittelwertsunterschiede zwischen verschiedenen Gruppen prüft,
- die Konfirmatorische Faktorenanalyse, die vorgegebene Zusammenfassungen von vielen Variablen zu wenigen latenten Konstrukten überprüft,
- die Strukturgleichungsmodelle, die zusätzlich noch Regressionmodelle zwischen latenten Konstrukten zulässt,
- die Künstliche Neuronalen Netze,
- die Diskriminanzanalyse und
- die Conjoint-Analyse.

## Grafische Darstellung

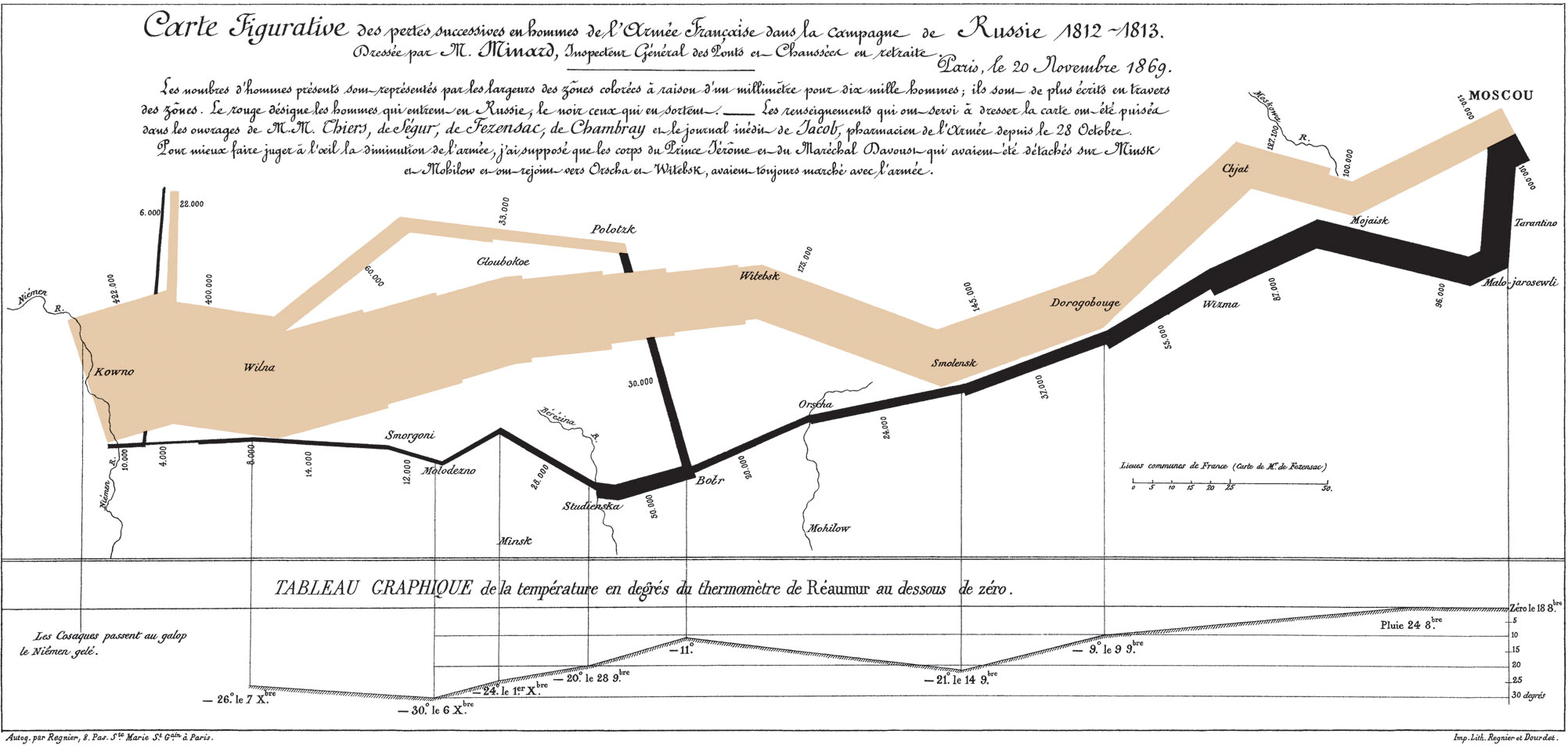
Karte von Charles Minards aus dem Jahre 1869. Diese zeigt den Verlust an Soldaten, die Truppenbewegungen und die Temperaturen im Laufe von Napoleons Russlandfeldzug. Lithographie, 62 × 30 cm.

Für die Darstellung mehrerer Variablen wurden eine ganze Reihe von speziellen Grafikdarstellungen entwickelt. Eine der berühmtesten frühen multivariaten Grafiken ist die Karte von Charles Joseph Minard aus dem Jahre 1869 über den Russlandfeldzug Napoleons.
Menschen können nicht mehr als drei Dimensionen sehen; an einem Bildschirm in der Regel sogar nur zwei Dimensionen. Hochdimensionale Daten können daher häufig nicht ohne Informationsverluste dargestellt werden.
Spezielle Darstellungsmethoden sind:

3D-Streudiagramm
Streudiagramm-Matrix der Iris-Daten
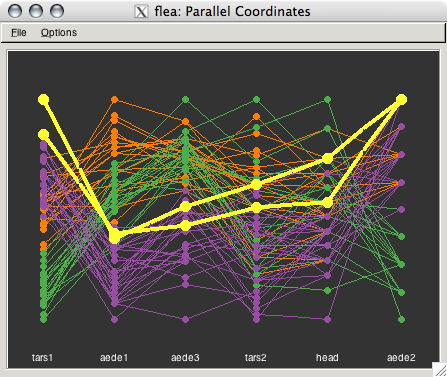
Parallele Koordinaten Plot der Flohkäfer-Daten
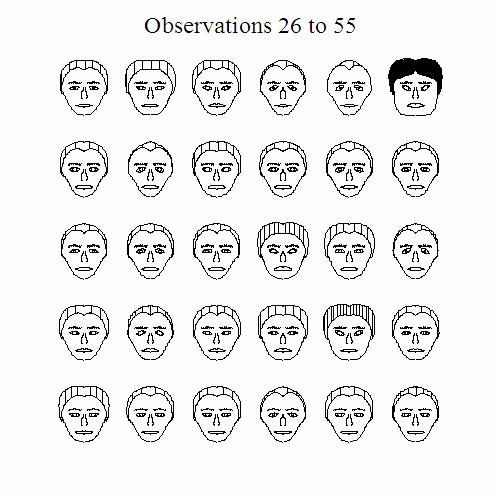
Chernoff- oder Flury-Gesichter. Die Gesichtsmerkmale repräsentieren die nationalen Rekorde in verschiedenen Laufdisziplinen. Jedes Gesicht entspricht einem Land.

- Streudiagramm-Matrix (englisch scatter plot matrix)
- Chernoff- oder Flury Gesichter
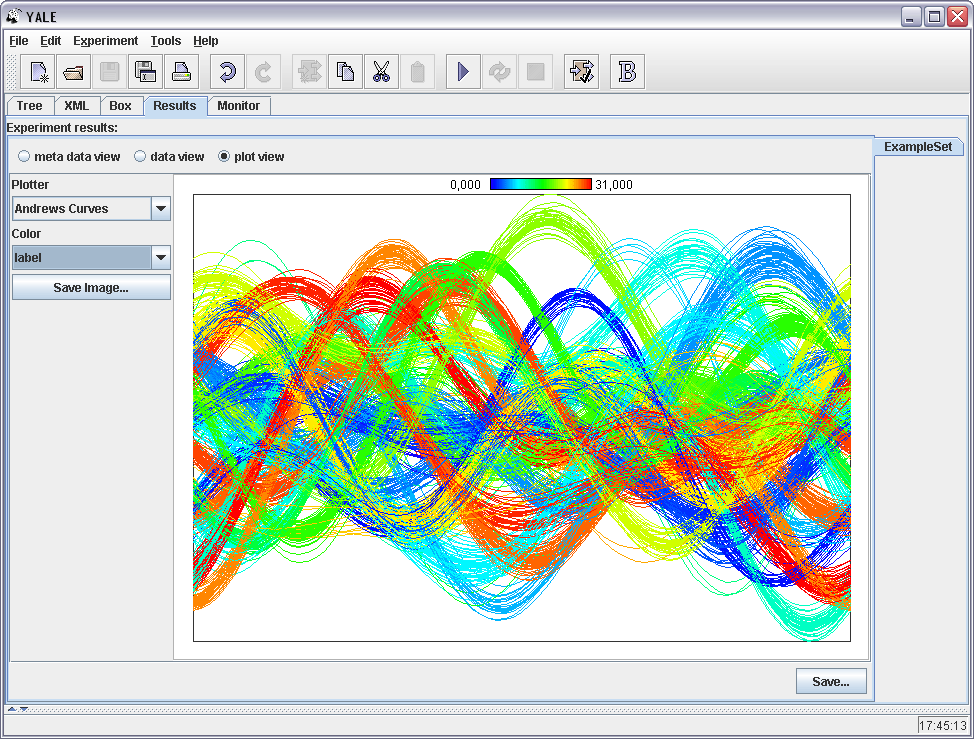
Andrews’ Kurven
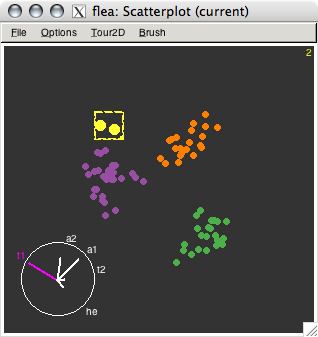
Grand Tour der Flohkäfer-Daten

- Parallele Koordinaten
Netzdiagramm
- Grand Tour

- 3D-Streudiagramm
- Streudiagramm-Matrix der Iris-Daten
- Parallele Koordinaten Plot der Flohkäfer-Daten
- Chernoff- oder Flury-Gesichter. Die Gesichtsmerkmale repräsentieren die nationalen Rekorde in verschiedenen Laufdisziplinen. Jedes Gesicht entspricht einem Land.[1]
- Andrews-Kurven
- Grand Tour der Flohkäfer-Daten
- Netzdiagramm

## Beispiele
Beispiele für Verwendung von Multivariaten Verfahren:
- Um psychologische Profile zu erstellen und aufgrund von Vergleichen herauszufinden, wer der wahrscheinlichste Täter/Sprecher/Autor ist (Kriminologie, Sprachwissenschaft).
- Um den Text eines anonymen Autors zu vergleichen mit Texten von bekannten Autoren und den wahrscheinlichsten Autor zu finden (eine Spielart des zuerst genannten Punktes).
- Data-Mining: Große Datenmengen in Datenbanken werden auf unbekannte Strukturen hin analysiert. Man erhofft sich hier Erkenntnisse über das Zusammenwirken verschiedener Aspekte, beispielsweise die Konsumausgaben von Kunden in Abhängigkeit vom sozialen Status durch Herausfinden von Ähnlichkeitsstrukturen.
- Entwicklung von sozialen Abstimmungsprozessen (Politische Soziologie) und der Einfluss einzelner Akteure darauf.
- Bonitätsprüfungen von Schuldnern (Diskriminanzanalyse).
- Bei der Wertpapieranalyse: Welche Unternehmenszahlen beeinflussen hauptsächlich die Ertragskraft eines Unternehmens? (Faktorenanalyse)
- Bei der Suche nach Ursachen für die Eiszeiten (Faktorenanalyse)
- In der Radioastronomie für die Signalanalyse bei SETI.[2]
- Für die Analyse von Peak-förmigen Daten eignet sich das Indirect-Hard-Modeling-Verfahren.